# Lewis Hall
Lewis Kieran Hall (Slough, 2004. szeptember 8. –) angol utánpótlás-válogatott labdarúgó, posztját tekintve hátvéd, középpályás. A Premier League-ben szereplő Newcastle United játékosa.

## Pályafutása

### Klubcsapatokban

#### Chelsea
2012-ben mielőtt Londonba igazolt azelőtt a Binfield FC csapatában nevelkedett.
Hall 8 évesen csatlakozott a Chelsea U8-as korosztályához. 2021 nyarán 16 évesen aláírta első profi szerződését, amikor az U18 és az U21-es csapatban szerepelt többször is számoltak vele az felnőttcsapatban. 
December 22-én Thomas Tuchel nevezte Brentford elleni EFL-kupa 2021/22-es idényében. 
2022. január 8-án kezdőként debütált és végigjátszotta az 5–1-s Chesterfield elleni FA-kupa találkozót, amelyen a harmadik gólnál asszisztot készített elő. Hall lett a legfiatalabb játékos a Chelsea színeiben, aki kezdőként lépett pályára FA-kupa mérkőzésen; 17 évesen és 122 naposan.
2022. december 12-én Graham Potter vezetése alatt kezdőként mutatkozott be a Premier League-ben, idegenbeli környezetben a Newcastle United elleni 1–0-ra elvesztett bajnokin a 2022/23-as szezonban.

#### Newcastle United
2023. augusztus 22-én a Newcastle United az idény végéig kölcsön vette 28+7 millió fontos vásárlási opcióval, ha a játékos teljesítményéhez kötött kritériumok teljesülnek a szezon során. Szeptember 24-én a Sheffield United ellen 8–0-ra megnyert találkozón debütált. November 1-jén megszerezte első gólját Manchester United ellen 3–0-ra megnyert ligakupa mérkőzésen. 2024. május 15-én a bajnokságban is a Manchester United ellen szerezte meg az első gólját.

### A válogatottban

#### Anglia
Hall több korosztályos csapatban szerepelt.

## Statisztika
2022. december 28-i állapot szerint.
| Klub             | Szezon           | Bajnokság        | Bajnokság | Bajnokság | Kupa  | Kupa  | Ligakupa | Ligakupa | Nemzetközi | Nemzetközi | Egyéb | Egyéb | Összes | Összes |
| Klub             | Szezon           | Liga             | Mérk.     | Gólok     | Mérk. | Gólok | Mérk.    | Gólok    | Mérk.      | Gólok      | Mérk. | Gólok | Mérk.  | Gólok  |
| ---------------- | ---------------- | ---------------- | --------- | --------- | ----- | ----- | -------- | -------- | ---------- | ---------- | ----- | ----- | ------ | ------ |
| Chelsea          | 2021/22          | Premier League   | 0         | 0         | 1     | 0     | 0        | 0        | 0          | 0          | 0     | 0     | 1      | 0      |
| Chelsea          | 2022/23          | Premier League   | 1         | 0         | 0     | 0     | 1        | 0        | 0          | 0          | —     | —     | 2      | 0      |
| Chelsea          | Összesen         | Összesen         | 1         | 0         | 1     | 0     | 1        | 0        | 0          | 0          | 0     | 0     | 3      | 0      |
| KARRIER ÖSSZESEN | KARRIER ÖSSZESEN | KARRIER ÖSSZESEN | 1         | 0         | 1     | 0     | 1        | 0        | 0          | 0          | 0     | 0     | 3      | 0      |

## Sikerei, díjai
- A Chelsea akadémiájának az év játékosa: 2022–23[11]